# Musseromys anacuao
Musseromys anacuao — вид гризунів родини мишевих (Muridae). Його можна знайти в лісі на півночі Сьєрра-Мадре в Лусоні, Філіппіни.